# Pachystegia
Pachystegia es un género de plantas con flores perteneciente a la familia  Asteraceae. Comprende 3 especies descritas y aceptadas.

## Taxonomía
El género fue descrito por Thomas Frederic Cheeseman y publicado en Manual of the New Zealand Flora 910. 1925.

## Especies seleccionadas
A continuación se brinda un listado de las especies del género Pachystegia aceptadas hasta junio de 2012, ordenadas alfabéticamente. Para cada una se indica el nombre binomial seguido del autor, abreviado según las convenciones y usos.
- Pachystegia insignis (Hook.f.) Cheeseman
- Pachystegia minor (Cheeseman) Molloy
- Pachystegia rufa Molloy